# Dindon rouge des Ardennes
Le dindon rouge des Ardennes est une race de dindon, introduite dès le XVIe siècle. Elle a failli disparaître, mais son élevage a redémarré à partir de 1985, notamment en Champagne-Ardenne.

## Description
C'est un oiseau aux caractéristiques bien définies :
- le plumage est roux, de la teinte de la rouille fraîche,
- le roux de la queue est plus clair et les grandes plumes des ailes sont plus ou moins ombrées de roux,
- chez le mâle, les plumes sont bordées d'un mince filet brun très foncé,
- la femelle est d'un roux plus clair,
- les cuisses sont épaisses et fortes,
- les doigts sont de couleur rose.

C'est une race rustique, à croissance relativement lente (sept à huit mois), bonne pondeuse et bonne couveuse. Ce dindon a besoin d'espace. Il vole très bien.

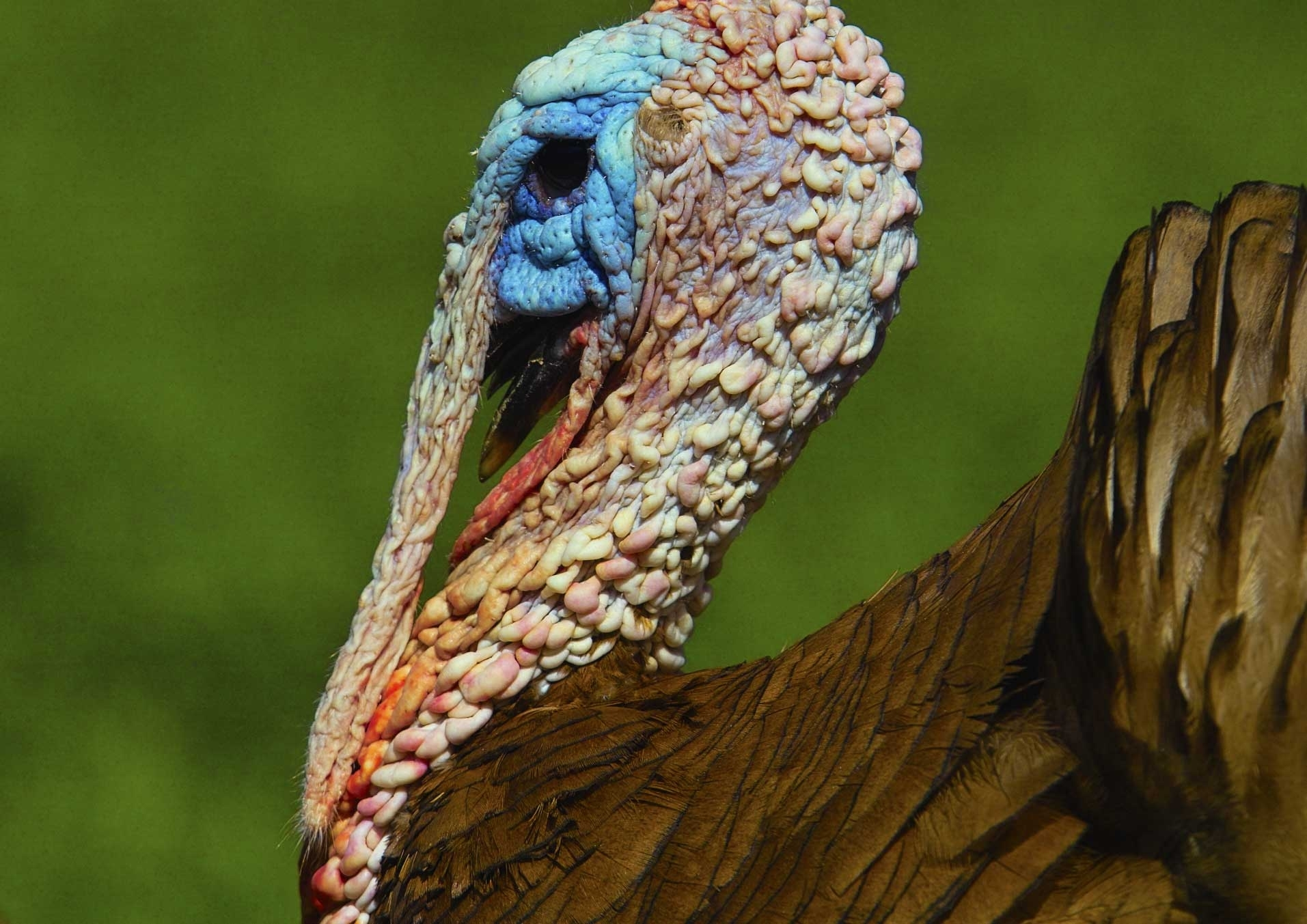
Tête de dindon.
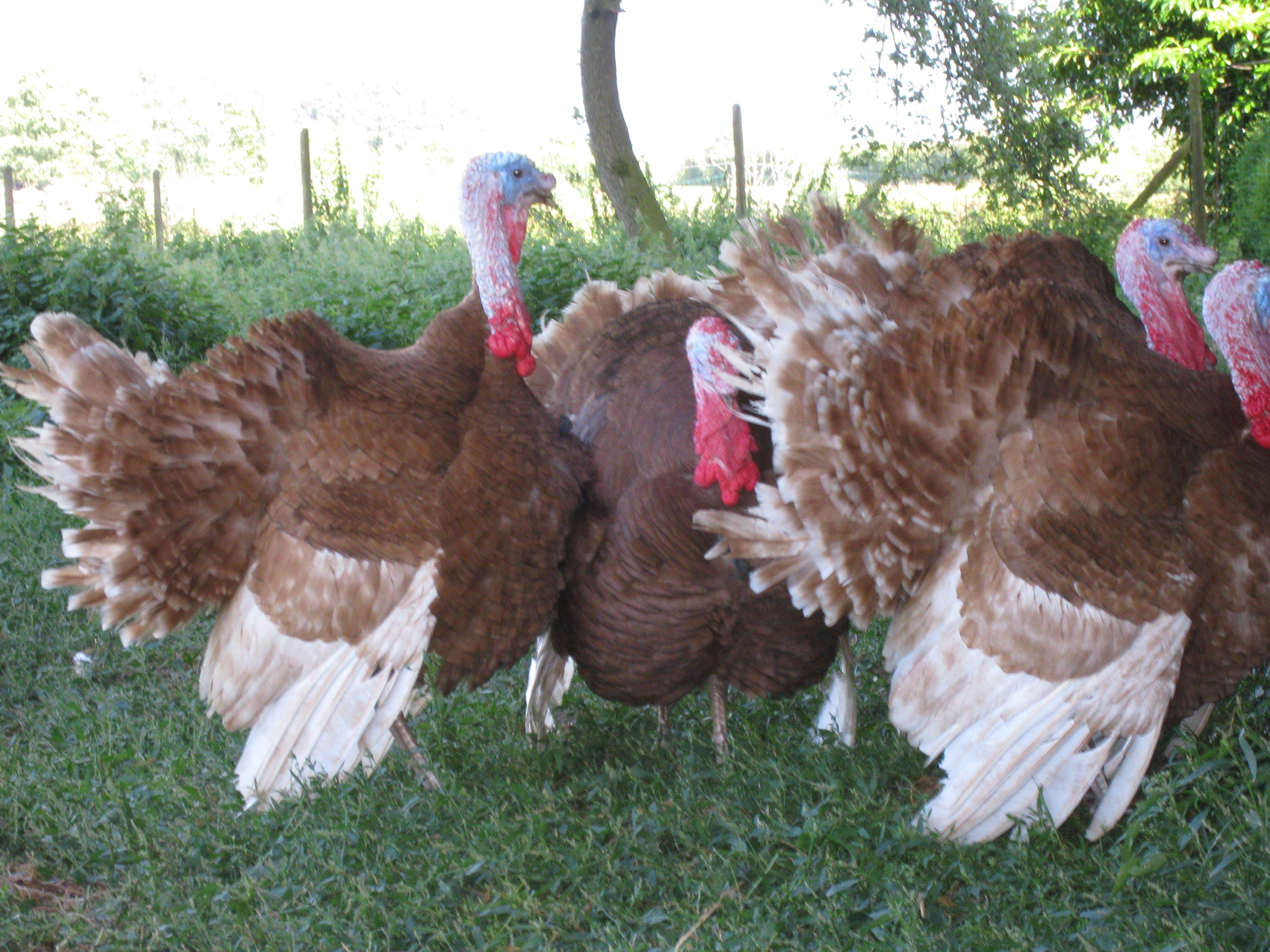
Reproducteurs en août.
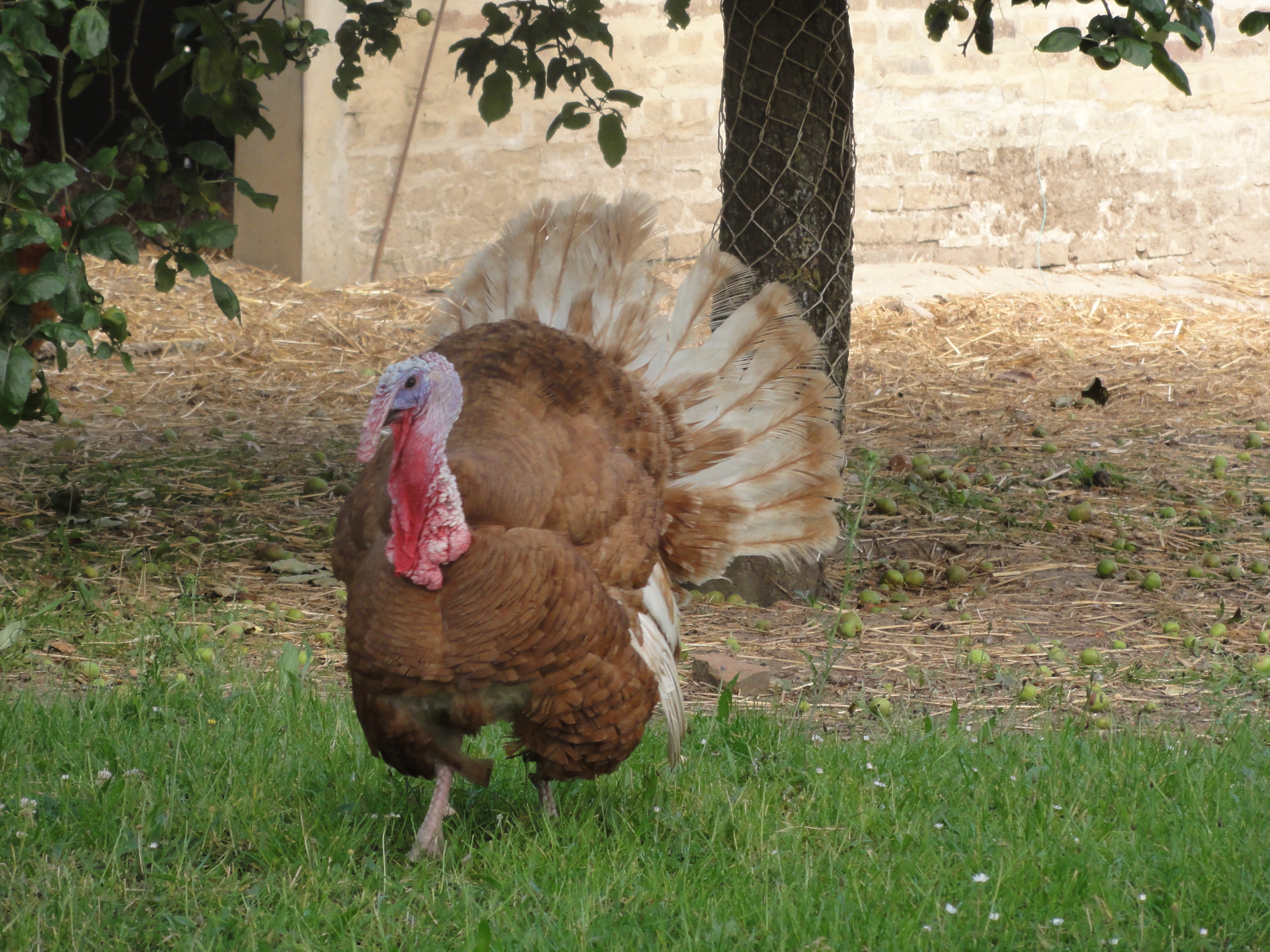
Dindon de face.

La chair est ferme et délicate.

## Origine
La « dinde rouge » serait arrivée dans les Ardennes au XVIe siècle, lors de la domination des Espagnols dans les Flandres. Elle est probablement d'origine mexicaine, les conquérants et missionnaires espagnols ayant remarqué et ramené de ce pays des dindons rouges et bruns.
En Ardennes, la dinde est initialement un plat réservé aux tables royales, ou, tout au moins, aux meilleures tables.
Un des plus célèbres plats de dinde est celui consommé le 26 novembre 1570, sur la table de Charles IX, venu dans les Ardennes pour la célébration de ses noces avec Élisabeth d'Autriche, à la basilique de Mézières. Les dindons, qui ont tant surpris les invités, étaient une variété du Mexique. Ce volatile a également été dégusté pour la réception à Liège du nouveau prince-évêque Robert de Berghes, en 1557.
Le « dindon rouge des Ardennes » a acquis son nom vers 1850.
Dans les décennies qui ont suivi, le dindon bronzé d'Amérique ou le dindon blanc de Hollande ont été jugés plus productifs et se sont développés au détriment de cette variété rustique. En 1985, il ne restait qu'une cinquantaine de dindes rouges dans les fermes ardennaises. C'est dans l'une de ces fermes, près de Sedan, qu'en 1985 Jean-Michel Devresse, éleveur à Auge, a sélectionné son premier dindon et ses deux compagnes, qui lui ont permis de relancer cette race de façon significative. Une dizaine d'éleveurs développent cette production en région Champagne-Ardenne, mais aussi dans l'Aisne, dans le Nord, etc. La production en 1998 était de 8 000 têtes en Ardennes.

## Standard
Le dindon adulte pèse de 8 à 9 kg, la dinde pèse de 4 à 4,5 kg.